# Forqueta SE
La Forqueta SE o la punta SE de la Forqueta és una muntanya de 3.004 m d'altitud, amb una prominència de 10 m, que es troba al massís de Pocets, província d'Osca (Aragó).